# Данешвар, Бардия
Бардия Данешвар (род. 21 июня 2006, Талеш, Иран) — иранский шахматист, гроссмейстер (2023), чемпион Ирана (2022), чемпион Азии (2025).

## Карьера
Начал заниматься шахматами в возрасте 6 лет, параллельно увлекаясь и другими видами спорта.
В июне 2022 года Данешвар стал победителем финального мужского чемпионата Ирана. В турнире не участвовали Амин Табатабаи, Пархам Магсудлу и Пуя Идани.
В октябре 2022 года представлял на первой доске сборную Ирана на Всемирной юношеской олимпиаде до 16 лет. Команда заняла шестое место, уступив Турции, Узбекистану, Азербайджану, Казахстану и Индии.
В январе 2023 года выполнил третью гроссмейстерскую норму в Челябинске на турнире «Мемориал Лозоватского». Поделив 1—6 места, Данешвар занял первое, показав результат 7,5 из 9 и перформанс 2686.
В июне 2023 года выиграл представительный опен-турнир «Мемориал Владимира Дворковича — Aktobe Open Classic 2023». Набрал 7,5 очков из 9, показав перформанс 2653. Занял второе место на мужском чемпионате Азии в Алма-Ате, уступив лишь олимпийскому чемпиону Шамсиддину Вохидову.
В июле 2023 года принимал участие в Кубке мира в Баку, попав на него как вице-чемпион Азии. В предварительном туре выиграл Магомеда Мурадлы (1,5—0,5), далее одержал сенсационную победу в тай-брейке (5—4) над Александром Грищуком. На стадии 1/32 выбыл, проиграв Салеху Салему со счётом 2,5—1,5.
В мае 2024 года одержал победу на одном из сильнейших опен-турниров Sharjah Masters со средним рейтингом 2596 при 88 участниках. Данешвар набрал 6,5 очков, поделив 1—4 место. Со стартовой 50-й позицией Данешвар прибавил 32,7 пункта и пробил отметку 2600. В настоящее время Данешвар занимает 16-ю позицию в мировом рейтинг листе среди юниоров (до 21 года).